# چاقوی آشپزخانه

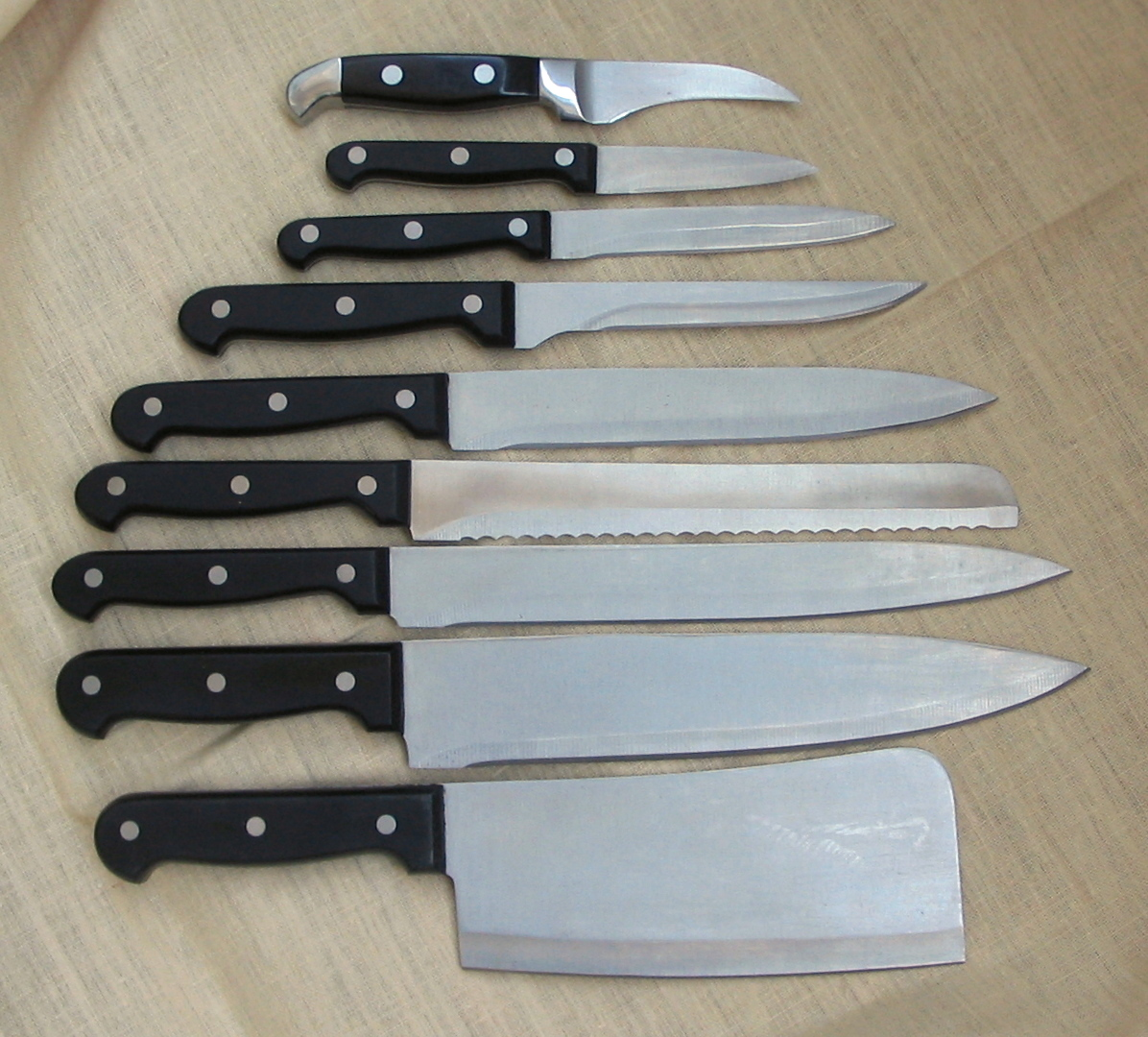
مجموعه ای از انواع مختلف چاقوهای غربی که در آشپزخانه‌های خانگی یافت می‌شوند، از بالا:
گارنیش پوست‌کن همه‌کاره استخوان آشپزی نان گوشت سرآشپز ساطور

چاقوی آشپزخانه به هر چاقویی گفته می‌شود که برای تهیه غذا از آن استفاده می‌شود. در حالی که بسیاری از کارهای آشپزی را می‌توان با چند چاقوی همه منظوره انجام داد - به ویژه یک چاقوی سرآشپز بزرگ و یک چاقوی کاربردی تیغه دندانه دار کوچکتر - چاقوهای تخصصی زیادی نیز وجود دارند که برای کارهای خاص مانند یک ساطور محکم، یک چاقوی پوست‌کن و چاقوی نان استفاده می‌شوند. چاقوهای آشپزخانه از مواد مختلفی ساخت، اگرچه رایج‌ترین آنها تیغه فولادی سخت شده با دسته چوبی است.